# Nebria altaica
Nebria altaica (лат.) — вид жуков-жужелиц из подсемейства плотинников.
Горный эндемик. На территории России в ареал вида входят Алтай, Саяны, Средняя Сибирь, Прибайкалье. Обитает на берегах горных рек среди галечников и валунов (Тункинские гольцы; Хамар-Дабан, Баргузинский хребет; Окинское нагорье). От близкого аллопатричного вида Nebria ochotica (подвидом которого иногда рассматривался) отличается строением гениталий (эдеагуса и эндофаллуса).